# Aliopsis pygmaea
Aliopsis pygmaea là một loài thực vật có hoa trong họ Long đởm. Loài này được (Regel & Schmalh.) Omer & Qaiser mô tả khoa học đầu tiên năm 1991.